# Xã McKean, Quận Erie, Pennsylvania
Xã McKean (tiếng Anh: McKean Township) là một xã thuộc quận Erie, tiểu bang Pennsylvania, Hoa Kỳ. Năm 2010, dân số của xã này là 4.409 người.